# 삼손 (영화)
《삼손》(영어: Samson)은 2018년에 개봉한 미국의 영화이다.

## 캐스팅
- 타일러 제임스 : 삼손 역
- 잭슨 라스본 : 랄라 역
- 빌리 제인 : 발렉 왕 역
- 룻거 하우어 : 마노아 역
- 케이틀린 리히 : 데릴라 역
- 린제이 와그너 : 질포니스 역
- 그렉 크릭 : 갈렙 역